# Yves Passarell
Osvaldo Yves Murad Passarell, mais conhecido como Yves Passarell (São Paulo, 8 de fevereiro de 1969), é um músico brasileiro. Desde 2001, é guitarrista na banda Capital Inicial.

## Carreira
Yves começou a tocar incentivado por sua mãe pianista. Aos 14 anos já tocava em festivais de escola, e ao lado do irmão, Pit Passarell, fundou a banda de heavy metal Viper em 1985. A banda durou até 1999.
Em 1999, lança o livro "Temporada na Estrada: Histórias de uma Banda de Rock", que aborda a trajetória de sua antiga banda.
Em 2001, foi anunciado como novo integrante do Capital Inicial, substituindo Loro Jones. Já no ano seguinte, participou de composições para o álbum Rosas e Vinho Tinto. Para a banda, compôs os sucessos "Respirar Você" e "A Ressurreição".
Em 2002, lança o livro "Os Últimos Dias Perfeitos".
Com o retorno da formação original do Viper em 2012, Yves faz algumas apresentações com a banda.
Em 2021, participa do single “Quinze Anos”, do ex-companheiro de Viper Felipe Machado.
Em 2023, toca guitarra solo na música "Angel Heart", do álbum Timeless do Viper.

## Discografia

### Viper
- (1986) The Killera Sword [Demo]
- (1987) Soldiers of Sunrise
- (1989) Theatre of Fate
- (1992) Evolution
- (EP lançado apenas no exterior, 1992) Vipera Sapiens
- (ao vivo no Japão, 1993) VIPER Live – Maniacs In Japan
- (1994) Coma Rage
- (1996) Tem Pra Todo Mundo
- (1999) Everybody Everybody – The Best of VIPER

### Capital Inicial

#### Álbuns de estúdio
- (2002) Rosas e Vinho Tinto
- (2004) Gigante!
- (2005) MTV Especial: Capital Inicial - Aborto Elétrico
- (2007) Eu Nunca Disse Adeus
- (2010) Das Kapital
- (2012) Saturno
- (2014) Viva a Revolução
- (2018) Sonora

#### Álbuns ao vivo
- (2008) Multishow ao Vivo: Capital Inicial
- (2012) Rock in Rio 2011 - Capital Inicial
- (2015) Acústico NYC
- (2022) Capital Inicial 4.0

#### DVDs
- (2005) MTV Especial: Capital Inicial - Aborto Elétrico
- (2008) Multishow ao Vivo: Capital Inicial
- (2012) Rock in Rio 2011 - Capital Inicial
- (2015) Acústico NYC
- (2022) Capital Inicial 4.0